# FIDE Grand Swiss 2023

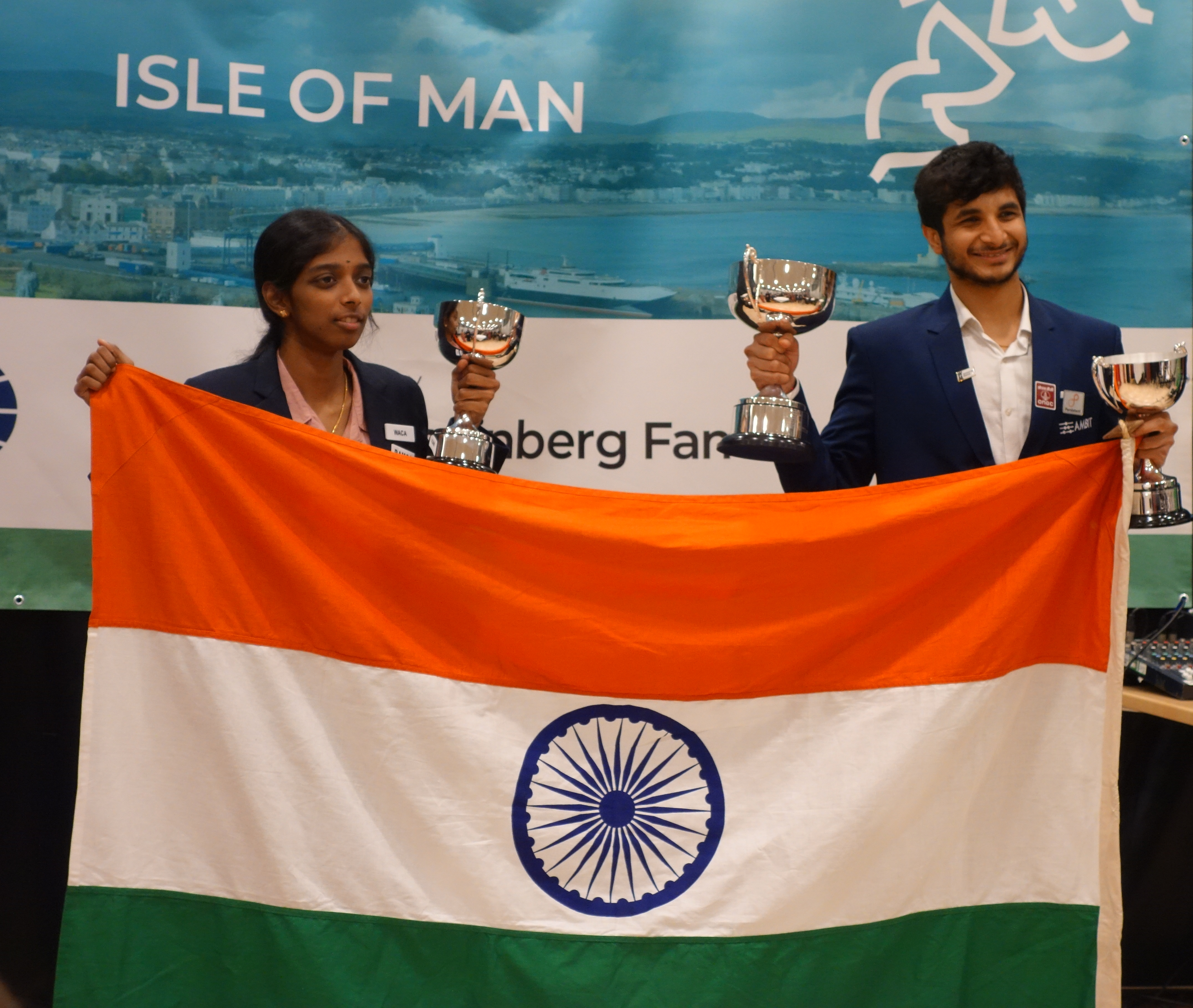
Siegerehrung des FIDE Grand Swiss 2023 mit Vaishali und Vidit

Das  FIDE Grand Swiss 2023 war ein Schachturnier, das vom 25. Oktober bis 5. November 2023 auf der Isle of Man ausgetragen wurde. Es ging über 11 Runden Schweizer System mit klassischer Bedenkzeit und wurde von Santosh Gujrathi Vidit vor Hikaru Nakamura gewonnen. Dadurch qualifizierten sich beide Spieler für das Kandidatenturnier in Toronto 2024, in dem der Herausforderer für die Schachweltmeisterschaft 2024 ermittelt wird. An dem Turnier, das bereits das dritte Grand Swiss war, nahmen über 100 der weltbesten Schachspieler teil.
Organisiert wurde das Turnier vom Weltschachverband FIDE, unterstützt von der IOM International Chess Limited und der Scheinberg-Familie, die einen Teil des Preisgeldes beitrug.
Zum zweiten Mal wurde auch ein Grand Swiss der Frauen (offiziell FIDE Women's Grand Swiss 2023) veranstaltet. Hier qualifizierten sich Gewinnerin R. Vaishali und Tan Zhongyi als Drittplatzierte für das nächste Kandidatenturnier der Frauen, da die Zweite, Anna Musytschuk, bereits über den Schach-Weltpokal der Frauen 2023 gesetzt war.

## Organisation
Nach dem ersten Grand Swiss 2019 und dem letzten Grand Swiss in Riga gab die FIDE im März 2022 bekannt, dass es auch 2023 ein solches Turnier als Teil des Qualifikationszyklus zur Schachweltmeisterschaft und zur Schachweltmeisterschaft der Frauen geben wird. Dabei wurde auch angekündigt, dass das Grand Swiss wie 2019 auf der Isle of Man ausgetragen und das Turnier in der Royal Hall der Villa Marina in Douglas gespielt wird. Ebenso wurde über den geplanten Zeitraum Ende Oktober/Anfang November informiert.
Gemäß Abschnitt 4.7 der veröffentlichten Regeln begann die erste Runde am 25. Oktober. Es wurde eine Runde pro Tag gespielt. Ein Ruhetag fand am 31. Oktober statt.

## Format
Das FIDE Grand Swiss wird – wie der Name andeutet – im Schweizer System ausgetragen. Es wurden 11 Runden im klassischen Zeitformat gespielt: 100 Minuten für die ersten 40 Züge, gefolgt von 50 Minuten für die nächsten 20 Züge und 15 Minuten für den Rest der Partie. Zusätzlich erhielt jeder Spieler einen Zeitzuschlag von 30 Sekunden ab dem ersten Zug.
Außerdem galt die Sofia-Regel, die es bis zum 30. Zug verbietet, Remis anzubieten.
Die Paarungen wurden nach der niederländischen Methode des Schweizer Systems der FIDE gelost, d. h. die Spieler wurden anhand der erzielten Punkte in Gruppen eingeteilt und gemäß ihrer Elo-Zahl zu Beginn des Turniers gelost.
Zur Ermittlung der genauen Platzierung wurden nacheinander folgende Tie-Breaks herangezogen:
1. durchschnittliche Elo-Zahl der Gegner, wobei der schlechteste Wert gestrichen wird
2. Buchholz-Zahl, wobei der schlechteste Wert gestrichen wird
3. Buchholz-Zahl
4. direkter Vergleich betroffener Spieler
5. Losentscheid

## Offenes Turnier

### Preisgeld
Insgesamt wurden nach Abschnitt 4.6 der Regeln 460.000 $ ausgeschüttet, gemäß folgender Verteilung:
| Platzierung  | Preisgeld |
| ------------ | --------- |
| 1. Platz     | 80.000 $  |
| 2. Platz     | 60.000 $  |
| 3. Platz     | 40.000 $  |
| 4. Platz     | 35.000 $  |
| 5. Platz     | 30.000 $  |
| 6. Platz     | 25.000 $  |
| 7. Platz     | 20.000 $  |
| 8. Platz     | 18.000 $  |
| 9. Platz     | 15.000 $  |
| 10. Platz    | 12.500 $  |
| Plätze 11–15 | je 8000 $ |
| Plätze 16–20 | je 5000 $ |
| Plätze 21–25 | je 3000 $ |
| Plätze 26–30 | je 2500 $ |
| Plätze 31–46 | je 2000 $ |

Die Preisgelder werden nur an Spieler verteilt, die mindestens 6 Punkte erzielt haben. Hätten Spieler unter den ersten 46. Plätzen weniger Punkte erzielt, wäre das Preisgeld anhand einer Formel nach oben weiterverteilt worden.

### Qualifikation
114 Spieler wurden zum Grand Swiss eingeladen, die sich über verschiedene Wege dafür qualifiziert haben. Am 14. Juni 2023 veröffentlichte die FIDE eine Liste mit vorläufig qualifizierten Spielern. Aufgrund von zahlreichen Absagen wurde eine breite Liste an Reservespielern herangezogen, um das Feld aufzufüllen, ebenso wie die FIDE Strategiekommission (FIDE Global Strategy Commission). Nur Spieler, die innerhalb der letzten zwölf Monate mindestens 10 Partien gespielt haben, konnten eingeladen werden. Im Falle von Gleichheit der Elo-Zahlen entschied die Anzahl der gewerteten Partien innerhalb der letzten zwölf Monate über die Teilnahme und den Startrang. Sollten Spieler ihre Teilnahme absagt haben, wurde eine Liste von Reservisten herangezogen, die aus der Elo-Rangliste von Juni 2023 bestand.
Auch die amtierende Weltmeisterin der Frauen Ju Wenjun wurde eingeladen, verzichtete jedoch ebenso wie Vizeweltmeisterin Lei Tingjie auf eine Teilnahme.
Die russischen und belarussischen Spieler mussten unter neutraler Flagge der FIDE antreten.
Falls nicht anders angegeben, handelt es sich bei allen Teilnehmern um Großmeister.
| Qualifikationspfad                                | Teilnehmer |
| ------------------------------------------------- | --- |
| 104 Spieler gemäß der Weltrangliste vom Juni 2023 | - Alireza Firouzja - Hikaru Nakamura - Fabiano Caruana - Anish Giri - Richárd Rapport - Maxime Vachier-Lagrave - Lewon Aronjan - D. Gukesh - Alexander Grischtschuk - Yu Yangyi - Jan-Krzysztof Duda - Nodirbek Abdusattorov - Nikita Witjugow - Parham Maghsoodloo - Daniil Dubow - Santosh Gujrathi Vidit - Samuel Shankland - P. Harikrishna - Erigaisi Arjun - Wladislaw Artemjew - Hans Moke Niemann - Jorden van Foreest - Kirill Shevchenko - Bogdan-Daniel Deac - Pjotr Swidler - Jeffery Xiong - Gabriel Sarkissjan - David Antón Guijarro - Samuel Sevian - Vincent Keymer - Bassem Amin - R. Praggnanandhaa - David Navara - Haik Martirosjan - Alexei Sarana - Amin Tabatabaei - Andrei Jessipenko - Nihal Sarin - Wladimir Fedossejew - Radosław Wojtaszek - Nils Grandelius - Andrij Wolokitin - Matthias Blübaum - Étienne Bacrot - Ivan Šarić - Alexei Schirow - Alexander Donchenko - Ruslan Ponomarjow - Iwan Tscheparinow - Maxim Matlakow - Anton Korobow - Saleh Salem - S. L. Narayanan - Wassyl Iwantschuk - Thai Dai Van Nguyen - Jaime Santos Latasa - Alexander Predke - Hrant Melkumjan - Jewgeni Najer - Javohir Sindarov - Aryan Tari - Benjámin Gledura - Erwin l’Ami - Rauf Məmmədov - Schant Sargsjan - Mustafa Yılmaz - Alan Pichot - Nodirbek Yoqubboyev - Pouya Idani - Nicat Abasov - Manuel Petrosjan - Jurij Kusubow - Karthikeyan Murali - Abhijeet Gupta - Aravindh Chithambaram - Vasif Durarbəyli - Aryan Chopra - Eduardo Iturrizaga Bonelli - Leon Luke Mendonca - Daniel Dardha - Dmitrij Kollars - Cristóbal Henríquez Villagra - Rasmus Svane - Sandro Mareco - Wolodar Mursin - Mateusz Bartel - Axel Bachmann - Alexandr Fier - Raunak Sadhwani - Frederik Svane - Niclas Huschenbeth - Max Warmerdam - Dennis Wagner - Samwel Ter-Sahakjan - Nikolas Theodorou - Rinat Schumabajew - Aydın Süleymanlı - Shamsiddin Vohidov - Temur Kuibokarow - Vahap Şanal - Abhimanyu Mishra - Ádám Kozák - Mircea Pârligras - Dsjanis Lasawik - Marc'Andria Maurizzi - IM Elham Abdrlauf |
| Nominierungen durch die vier Kontinentalverbände  | - Adham Fawzy (Afrika) - IM Shawn Rodrigue-Lemieux (Amerika) - IM Ramazan Zhalmakhanov (Asien) - IM Shreyas Royal (Europa) |
| Nominierungen durch den FIDE-Präsidenten          | - IM Ihor Samunenkow - IM Ediz Gürel - Michał Krasenkow |
| Nominierungen durch den Organisator               | - IM Dietmar Kolbus - Wu Li (kein Titel) |

### Abschlusstabelle
| Platz | Setzliste | Spieler                | Verband            | Elo  | Punkte | Feinwertung |
| ----- | --------- | ---------------------- | ------------------ | ---- | ------ | ----------- |
| 01    | 15        | Santosh Gujrathi Vidit | Indien             | 2716 | 8½     | 2671        |
| 02    | 2         | Hikaru Nakamura        | Vereinigte Staaten | 2780 | 8      | 2687        |
| 03    | 32        | Andrei Jessipenko      | FIDE               | 2683 | 7½     | 2702        |
| 04    | 16        | Erigaisi Arjun         | Indien             | 2712 | 7½     | 2681        |
| 05    | 12        | Vincent Keymer         | Deutschland        | 2717 | 7½     | 2673        |
| 06    | 18        | Parham Maghsoodloo     | Iran               | 2707 | 7½     | 2660        |
| 07    | 4         | Anish Giri             | Niederlande        | 2760 | 7½     | 2657        |
| 08    | 46        | Javohir Sindarov       | Usbekistan         | 2658 | 7      | 2707        |
| 09    | 47        | Alexander Predke       | Serbien            | 2656 | 7      | 2702        |
| 10    | 1         | Fabiano Caruana        | Vereinigte Staaten | 2786 | 7      | 2684        |
| …     |           | …                      | …                  | …    | …      |             |
| 50    | 40        | Matthias Blübaum       | Deutschland        | 2668 | 6      | 2606        |
| …     | …         | …                      | …                  | …    | …      | …           |
| 53    | 73        | Frederik Svane         | Deutschland        | 2626 | 5½     | 2682        |
| …     | …         | …                      | …                  | …    | …      | …           |
| 57    | 86        | Niclas Huschenbeth     | Deutschland        | 2605 | 5½     | 2676        |
| …     | …         | …                      | …                  | …    | …      | …           |
| 88    | 59        | Rasmus Svane           | Deutschland        | 2646 | 4½     | 2645        |
| …     | …         | …                      | …                  | …    | …      | …           |
| 94    | 91        | Dennis Wagner          | Deutschland        | 2589 | 4½     | 2613        |
| …     | …         | …                      | …                  | …    | …      | …           |
| 105   | 68        | Dmitrij Kollars        | Deutschland        | 2633 | 4      | 2632        |
| 106   | 36        | Alexander Donchenko    | Deutschland        | 2676 | 4      | 2587        |
| …     | …         | …                      | …                  | …    | …      | …           |

## Turnier der Frauen

### Preisgeld
Insgesamt wurden nach Abschnitt 4.6 der Regeln 140.000 $ ausgeschüttet, gemäß folgender Verteilung:
| Platzierung  | Preisgeld |
| ------------ | --------- |
| 1. Platz     | 25.000 $  |
| 2. Platz     | 17.500 $  |
| 3. Platz     | 15.000 $  |
| 4. Platz     | 13.000 $  |
| 5. Platz     | 11.000 $  |
| 6. Platz     | 8000 $    |
| 7. Platz     | 7000 $    |
| 8. Platz     | 6000 $    |
| 9. Platz     | 5000 $    |
| 10. Platz    | 4000 $    |
| Plätze 11–15 | je 2500 $ |
| Plätze 16–23 | je 2000 $ |

Die Preisgelder wurden nur an Spieler verteilt, die mindestens 6 Punkte erzielt haben. Sollten Spieler unter den ersten 23. Plätzen weniger Punkte erzielt haben, wurde das Preisgeld nach oben weiterverteilt.

### Qualifikation
50 Spielerinnen wurden zum Grand Swiss der Frauen eingeladen, die sich über folgende Wege dafür qualifiziert haben:
| Qualifikationspfad                                    | Teilnehmer |
| ----------------------------------------------------- | --- |
| 40 Spielerinnen gemäß der Weltrangliste vom Juni 2023 | - Alexandra Gorjatschkina - Alexandra Kostenjuk - Tan Zhongyi - Marija Musytschuk - D. Harika - Anna Musytschuk - IM Polina Schuwalowa - Elisabeth Pähtz - Nino Baziaschwili - IM Bibissara Assaubajewa - Walentina Gunina - IM Günay Məmmədzadə - Pia Cramling - IM Marsel Efroimski - IM Dinara Wagner - IM Lela Dschawachischwili - Anna Uschenina - IM Vantika Agrawal - IM Irina Bulmaga - WGM Savitha Shri B - IM R. Vaishali - Elina Danieljan - IM Eline Roebers - IM Leja Garifullina - Antoaneta Stefanowa - Hoàng Thanh Trang - Monika Soćko - IM Teodora Injac - IM Ülviyyə Fətəliyeva - WGM Batchujagiin Möngöntuul - IM Pauline Guichard - IM Oliwia Kiołbasa - IM Ann Matnadze Bujiashvili - FM Alice Lee - WGM Divya Deshmukh - IM Tania Sachdev - IM Mai Narva - IM Sophie Milliet - WGM Stavroula Tsolakidou - WGM Deysi Cori |
| Nominierungen durch die vier Kontinentalverbände      | - WIM Lina Nassr (Afrika) - WIM Javiera Belén Gómez Barrera (Amerika) - WGM Merujert Kamalidenowa (Asien) - WGM Gövhər Bəydullayeva (Europa) |
| Nominierungen durch den FIDE-Präsidenten              | - WIM Mariam Mkrttschjan - WGM Mihaela Sandu - IM Medina Warda Aulia - WIM Julianna Terbe |
| Nominierungen durch den Organisator                   | - WIM Trisha Kanyamarala - Ketewan Arachamia-Grant |

Bei den genannten Spielerinnen handelt es sich um Großmeister, falls nicht anders angegeben.
Nur Spielerinnen, die innerhalb der letzten zwölf Monate mindestens 10 Partien gespielt haben, konnten eingeladen werden. Im Falle von Gleichheit der Elo-Zahlen entschied die Anzahl der gewerteten Partien innerhalb der letzten zwölf Monate über die Teilnahme und den Startrang. Sollten Spielerinnen ihre Teilnahme abgesagt haben, wurde eine Liste von Reservistinnen herangezogen, die aus der Elo-Rangliste von Juni 2023 bestand.

### Abschlusstabelle
| Platz | Setzliste | Spieler                 | Verband             | Elo  | Punkte | Feinwertung |
| ----- | --------- | ----------------------- | ------------------- | ---- | ------ | ----------- |
| 01    | 12        | R. Vaishali             | Indien              | 2448 | 8½     | 2456        |
| 02    | 5         | Anna Musytschuk         | Ukraine             | 2510 | 8      | 2446        |
| 03    | 4         | Tan Zhongyi             | China Volksrepublik | 2517 | 7½     | 2444        |
| 04    | 40        | Batchujagiin Möngöntuul | Mongolei            | 2366 | 7½     | 2441        |
| 05    | 25        | Leja Garifullina        | FIDE                | 2402 | 7      | 2465        |
| 06    | 21        | Antoaneta Stefanowa     | Bulgarien           | 2424 | 7      | 2430        |
| 07    | 14        | Pia Cramling            | Schweden            | 2446 | 7      | 2409        |
| 08    | 3         | Marija Musytschuk       | Ukraine             | 2519 | 7      | 2403        |
| 09    | 34        | Stavroula Tsolakidou    | Griechenland        | 2385 | 6½     | 2465        |
| 10    | 39        | Deysi Cori              | Peru                | 2367 | 6½     | 2464        |
| …     |           | …                       | …                   | …    | …      |             |
| 24    | 11        | Dinara Wagner           | Deutschland         | 2461 | 6      | 2387        |
| …     | …         | …                       | …                   | …    | …      | …           |
| 29    | 8         | Elisabeth Pähtz         | Deutschland         | 2484 | 5½     | 2407        |
| 30    | 2         | Alexandra Kostenjuk     | Schweiz             | 2523 | 5½     | 2367        |
| …     | …         | …                       | …                   | …    | …      | …           |

Da Anna Musytschuk bereits als Dritte des Schach-Weltpokal der Frauen 2023 für das Kandidatenturnier qualifiziert ist, rückt Tan Zhongyi als Drittplatzierte des Grand Swiss nach.